# أرنولد ماير (سياسي)
أرنولد ماير (بالهولندية: Arnoldus Jozephus Meijer)‏ هو سياسي هولندي، ولد في 5 مايو 1905 في هارلمرمير في هولندا، وتوفي في 17 يونيو 1965 في أويسترفايك في هولندا. حزبياً، نشط في General Dutch Fascist League ‏ وBlack Front (Netherlands) ‏.